# Drosera madagascariensis
Drosera madagascariensis ist eine fleischfressende Pflanze aus der Gattung der Sonnentaue (Drosera). Sie wurde 1824 von Augustin Pyramus de Candolle erstbeschrieben.

## Beschreibung
Bei Drosera madagascariensis handelt es sich um eine stängelbildende, wüchsige Art mit einer deutlich sichtbaren Sprossachse, die als jüngere Pflanze aufrecht steht und im Alter entweder kippt und auf dem Boden weiterwächst oder sich mit ihren Blättern in umliegenden Pflanzen verankert.

### Blätter
Die Pflanze erreicht eine Wuchshöhe von 25 cm und ist im unteren Teil der Sprossachse von alten, abgestorbenen Blättern umgeben, die nach unten herabhängen. Die Blätter wachsen abwechselnd am Stämmchen. Der Blattstiel ist 1,5 bis 3 cm lang und trägt eine 10 bis 15 mm lange und 7 mm breite umgekehrt-eiförmige bis spatelförmige Blattspreite. Das Wurzelsystem ist nur schwach entwickelt.

### Blüten und Frucht

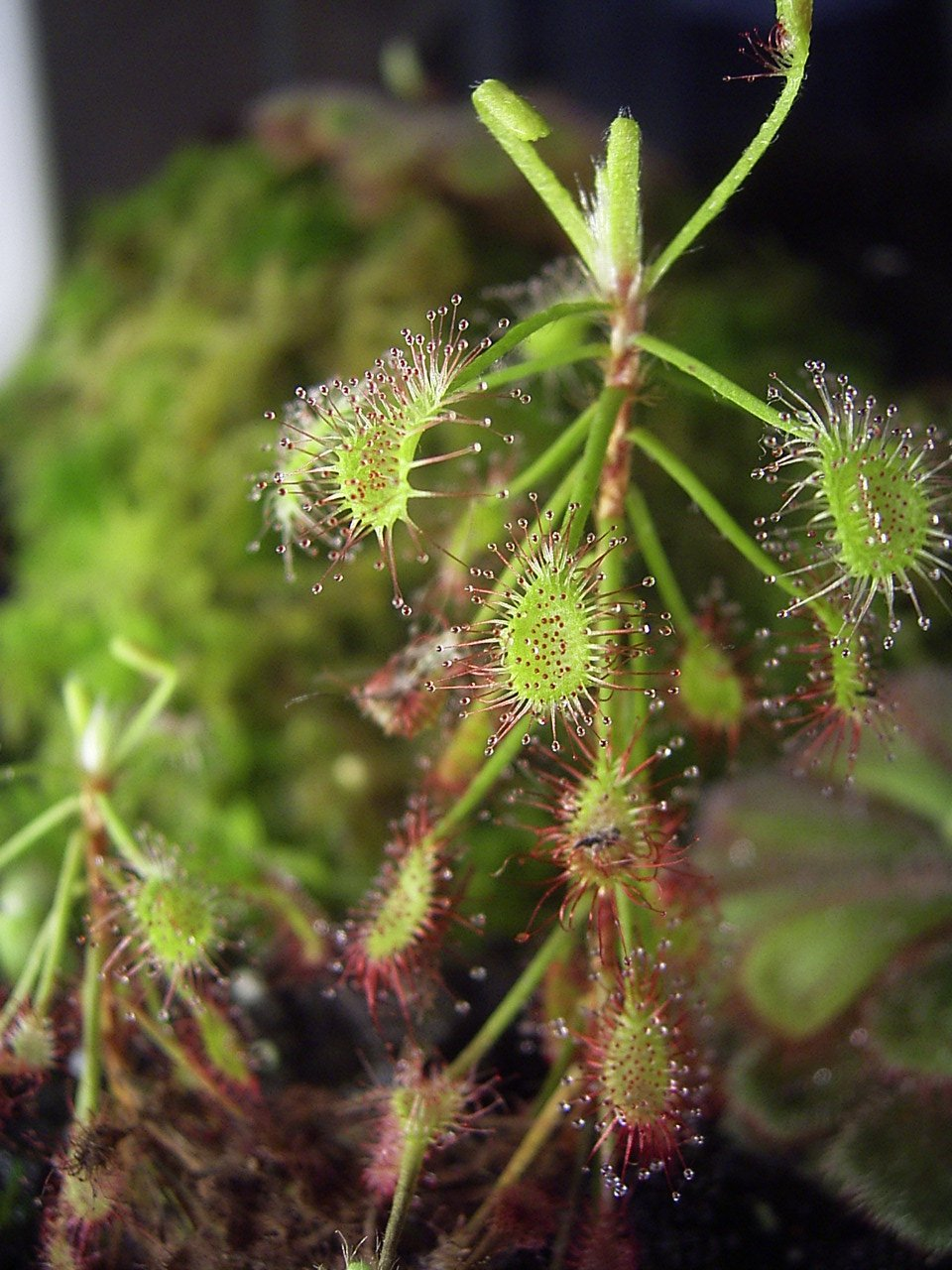
Drosera madagascariensis

Die ein bis zwei schwach behaarten Blütenstängel der Pflanze sind 20 bis 40 cm hoch und tragen 4 bis 12, selten bis 15 Blüten an einem zwei bis fünf Millimeter langen Blütenstiel in einem Wickel. Die Kelchblätter sind breitlinealisch bis eiförmig und schwach behaart, die rosa Kronblätter umgekehrt-eiförmig, sechs bis zwölf Millimeter lang und vier bis sechs Millimeter breit. Die Kapselfrucht ist breitlinealisch, die Samen sind spindelförmig und bis zu 0,6 Millimeter lang.

### Chromosomenzahl
Die Chromosomenzahl beträgt 2n = 40.

## Verbreitung
Die Heimat von Drosera madagascariensis ist das tropische Afrika (Guinea, Nigeria, Kamerun, Kongo, Angola, Sambesi, Tanganjika) bis nach Südafrika und den Osten der Insel Madagaskar, sie findet sich dort in Sümpfen, an Bächen und in Torfmoosmooren.

## Verwendung und Gefährdung
Drosera madagascariensis wird als Ersatz für den vielerorts geschützten Rundblättrigen Sonnentau verwendet, der als Heilpflanze gebraucht wird. Dabei werden zwar Pflanzen aus Zuchten verwendet, es werden aber auch Gebiete in Madagaskar abgeerntet. Jährlich werden dort zwischen zehn und zweihundert Millionen Pflanzen für Vermarktungszwecke abgesammelt, durch diesen Raubbau gilt Drosera madagascariensis in Madagaskar als stark gefährdet,.